# Kozák Attila
Kozák Attila (Budapest, 1949. április 18. - ) magyar grafikus.

## Életpályája
Autodidakta művész. 1973 és 1976 között a Dési Huber Körben képezte magát. 
1975-89 között a Kőbányai Gyógyszerárugyárnál a  Fabulon kampányok tervezőgrafikusa, eközben 1979-től az Interpress Magazin külsős grafikusa volt. 1990 és 1992 között a Sharp Team magyarországi képviseletének művészeti vezetőjeként dolgozott. Ezután vidékre költözött. Egyes kiállításainak helyszínei a művészi kifejezés részét alkotják, mint pl. a Szent István bazilika tetőtere, az Állatkert, a Renault hajó.

## Egyéni kiállításai
- 1974 • Karikatúrák, Petőfi Sándor Művelődési Ház, Kőbánya
- 1981 • Ifjúsági Ház, Szeged (kat.)
- 1982 • Fiatal Művészek Klubja, Budapest [Rác Józseffel]
- 1983 • Lila Iskola, Budapest-Újpalota • Rátkai Márton Klub, Budapest
- 1984 • Rajk László Kollégium, Budapest • Stúdió Galéria, Budapest (kat.)
- 1992 • Fiatal Művészek Klubja, Budapest
- 1993 • Csók Galéria, Budapest • Fiatal Művészek Klubja, Budapest (kat.)
- 1994 • Box, Csontváry Galéria, Budapest
- 1995 • Nők, Grafika 22 Galéria (kat.) • Fiatal Művészek Klubja, Budapest • Szent István Bazilika • Renault hajó
- 1996 • Budapesti Art Expo ’96, Hungexpo • Csók Galéria, Budapest
- 1997 • Tokaj Étterem Galéria
- 1998 • Rekviem egy kőbányáért, Művelődési Ház, Diósd és Művelődési Ház, Érd
- 1999 • Tokaj Galéria Tokaj • Erotika, Szín-Folt Galéria, Kaposvár • Táltos Napok, Szarvasház, Fővárosi Állat- és Növénykert (kat.) • Jósda, gigant-poszter az egész országban
- 2000 • Fővárosi Állat- és Növénykert, Budapest (gyűjt.).

## Részvétele  csoportos kiállításokon
- 1969 • Petőfi Művelődési Ház, Kőbánya • Kacsóh Pongrác Művelődési Ház, Zugló
- 1977 • Az év legjobb sajtógrafikái • X. Szentendrei Szabadtéri Tárlat, Szentendre
- 1979 • 9. Salgótarjáni Tavaszi Tárlat, Salgótarján • Alkalmazott grafika, Miskolci Galéria, Miskolc • Gyermekév, Xantus János Múzeum, Győr
- 1982 • Kollázs, Vajda LSG, Szentendre • Hagyomány II., Budapest Galéria, Budapest • Stúdió ’82, Műcsarnok, Budapest • Művészet a reklámban, Duna Galéria, Budapest
- 1983 • Mindenféle realizmus, Tornyai János Múzeum, Hódmezővásárhely • Stúdió ’83, Ernst Múzeum, Budapest
- 1984 • Mail Art, Fiatal Művészek Klubja, Budapest • Stúdió ’84, Budapesti Nemzetközi Vásár, Budapest
- 1985 • Utak II., Bartók 32 Galéria, Budapest
- 1987 • Művészet ma II., Budapest Galéria, Budapest
- 1989 • Erdélyért, Magyar Nemzeti Galéria, Budapest
- 1990 • A Fény, Munkácsy Mihály Múzeum, Békéscsaba
- 1992 • A Tér, Munkácsy Mihály Múzeum, Békéscsaba • Alsbach-Hählein (D)
- 1993 • I. Országos Pasztell Biennálé, Balassa Bálint Múzeum, Keresztény Múzeum, Esztergom • Astoria Galéria
- 1994 • I. Színes nyomat, Szekszárd • A Jel, Munkácsy Mihály Múzeum, Békéscsaba
- 1995 • 35 éves a Fiatal Művészek Klubja, Budapest • Tondo, Grafika 22 Galéria
- 1996 • Pasztell, Grafika 22 Galéria
- 1997 • Farsangi miniatűrök, Szín-Folt Galéria, Kaposvár • Not for Sale II., Bercsényi Galéria • Számítógépes grafikák, IFABO/M&H/ • Erotika I, Lahti (FIN) • X. Országos Tervező Grafikai Biennálé, Palme Ház, Budapest • I. Mini-Print Biennálé, Kolozsvár • Plakát Parnasszus 3., Budapest Kongresszusi Központ, Budapest
- 1998 • XVI. Akvarell Biennálé, Eger
- 1999 • Nemzetközi Ex Libris kiállítás, Rijeka (HR) • III. Nemzetközi Post Mail Art, Hajdúszoboszló • Itt a helyed, székkiállítás, Nádor Galéria, Budapest • Múlt és jövő, Csók Galéria, Budapest

## Művei közgyűjteményekben
- Art Pool
- Bányamúzeum, Salgótarján
- Tippa G. (FIN)
- Magyar Földrajzi Múzeum, Érd
- Magyar Nemzeti Galéria, Budapest.

## Díjai, elismerései
- Tervezőgrafikusként 1977-89 között 8 alkalommal kapott díjat “Az év legjobb sajtóhirdetései” pályázaton.
- 1978: VIT plakát pályázat II. díja;
- 1984: Stúdió-díj;
- 1989: “Erdélyért” oklevél.

### Tv-műsorok
- Trécsing, A/3 Tv, 1995. november 15.
- Itt Artunk, MTV 1, 1999.
- Hetedhétfő, TV, 1999. november
- Virradóra, Duna TV, 2000. május 10
- Délidő, RTL Klub, 2000. május 11.

## Forrás
artportal.hu Archiválva 2021. június 4-i dátummal a Wayback Machine-ben